# Pawilon Polonji Zagranicą PWK
Pawilon Polonji Zagranicą (także: Pawilon "Polonia Zagranicą") – zabytkowy, dawny pawilon wystawienniczy Powszechnej Wystawy Krajowej, zlokalizowany przy ul. Elizy Orzeszkowej 17 (ul. Parkowej 2) w Poznaniu, bezpośrednio przy Parku Wilsona i Palmiarni Poznańskiej. W latach 1985–2010 siedziba biblioteki Akademii Medycznej, późniejszego Uniwersytetu Medycznego im. Karola Marcinkowskiego w Poznaniu. Obecnie budynek Centrum Innowacyjnych Technik Kształcenia tej uczelni.

## Opis
Obiekt zaprojektował Roger Sławski, a zbudowano go w 1929 i otwarto przed Wystawą. Pierwotnie przeznaczony był na Muzeum Emigracji. 
Obiekt jest parafrazą warszawskiego Pałacu na Wodzie w Łazienkach Królewskich. Ma formę klasycyzującego dworku, a do Pałacu Łazienkowskiego upodabniała go jeszcze bardziej nie w pełni zrealizowana wersja projektowa, bogata w dekorację rzeźbiarską. Charakterystyczny jest dominujący nad attyką belweder. Strefę wejściową podkreślał okazały toskański portyk kolumnowy. Wnętrze rozdzielone było pomiędzy trzy sale. Centralna – oświetlana przeszklonymi częściami belwederu, stanowiła oprawę dla pomnika prezydenta USA – Herberta Hoovera (autorem był rzeźbiarz z Warszawy – Antoni Janik). 
Obecnie obiekt jest częściowo przebudowany, a jego otoczenie całkowicie pozbawiło go walorów urbanistycznych, gdyż zielone pierwotnie otoczenie zostało zabudowane, powstały parkingi i stelaże dla reklam wielkoformatowych.
W pobliżu znajduje się zespół kamienic urzędniczych i tereny Kaiser-Wilhelm-Anlage.